# Одним менше (фільм)
«Одним менше» (англ. Dead Man Down) — американський кримінальний бойовик режисера Нільса Ардена Оплева, що вийшов 2013 року. У головних ролях Колін Фаррелл, Нумі Рапас.
Продюсерами були Ніл Г. Моріц і Дж. Г. Ваймен (також був сценаристом). Вперше фільм продемонстрували 8 березня 2013 року у США і Канаді. В Україні у кінопрокаті прем'єра фільму відбулась 4 квітня 2013 року.

## Сюжет
Віктор — права рука лідера бандитського угруповання, Альфонса Гойта, за чиїм накозом було вбито сім'ю Віктора. Він планує помститися босу, проте його плани можуть розвалитися. Віктора шантажує Беатріс: вона зняла на відео як він вбиває людину. Тепер вона вимагає від нього помститися тому, хто її скалічив.

## У ролях
| Актор                | Персонаж                           | Роль                                                 |
| -------------------- | ---------------------------------- | ---------------------------------------------------- |
| Колін Фаррелл        | Віктор (англ. Victor)              | права рука лідера злочинного угруповання з Нью-Йорка |
| Нумі Рапас           | Беатріс (англ. Beatrice)           | шантажує Віктора, щоб той вбив її кривдника          |
| Домінік Купер        | Дарсі (англ. Darcy)                | друг Віктора                                         |
| Терренс Говард       | Альфонс Гойт (англ. Alphonse Hoyt) | лідер злочинного угруповання з Нью-Йорка             |
| Фарід Мюррей Абрагам | Грегор (англ. Gregor)              |                                                      |
| Арманд Ассанте       | Лон Гордон (англ. Lon Gordon)      |                                                      |
| Ізабель Юппер        | Маман Лузон (англ. Maman Louzon)   |                                                      |
| Луїс да Сілва        | Террі (англ. Terry)                |                                                      |

## Сприйняття

### Критика
Фільм отримав загалом змішано-негативні відгуки: Rotten Tomatoes дав оцінку 38% на основі 95 відгуків від критиків (середня оцінка 5/10) і 49% від глядачів із середньою оцінкою 3,3/5 (17,495 голосів). Загалом на сайті фільми має негативний рейтинг, фільму зарахований «гнилий помідор» від кінокритиків і «розсипаний попкорн» від глядачів, Internet Movie Database — 6,5/10 (28 481 голос), Metacritic — 39/100 (24 відгуки критиків) і 6,5/10 від глядачів (48 голосів). Загалом на цьому ресурсі від критиків фільм отримав негативні відгуки, а від глядачів — позитивні.

### Касові збори
Під час показу у США, що почався 8 березня 2013 року, протягом першого тижня фільм показали у 2,188 кінотеатрах і він зібрав $5,345,250, що на той час дозволило йому зайняти 4 місце серед усіх тогочасних прем'єр. Показ фільму протривав 42 дні (6 тижнів) і закінчився 18 квітня 2013 року. За цей час фільм зібрав у прокаті у США $10,895,295, а у решті світу $8,007,898, тобто загалом $18,903,193.

### Виноски
1. 1 2  Dead Man Down: Release Info (англ.). Internet Movie Database. Процитовано 27 вересня 2013.
2. 1 2  Одним менше. Kino-teatr.ua. Процитовано 27 вересня 2013.
3. 1 2  Dead Man Down (англ.). Box Office Mojo. Процитовано 27 вересня 2013.
4. 1 2  Dead Man Down (англ.). Internet Movie Database. Процитовано 27 вересня 2013.
5. ↑  Dead Man Down (англ.). Allmovie. Процитовано 27 вересня 2013.[недоступне посилання з липня 2019]
6. ↑  Full cast and crew for Dead Man Down (англ.). Internet Movie Database. Процитовано 27 вересня 2013.
7. ↑  Dead Man Down (англ.). Rotten Tomatoes. Процитовано 27 вересня 2013.
8. ↑  Dead Man Down (англ.). Metacritic. Процитовано 27 вересня 2013.
9. ↑  Dead Man Down (англ.). The Numbers. Процитовано 27 вересня 2013.